# Herb gminy Bochnia
Herb gminy Bochnia – symbol gminy Bochnia.

## Wygląd i symbolika
Herb przedstawia na tarczy (w uproszczonej wersji typu hiszpańskiego) ze złotą bordiurą dzielonej z lewa w skos złotą linią falistą w polu lewym błękitnym kilof, młot i łopatę (nawiązanie do herbu Bochni), natomiast w polu prawym biały krzyż bożogrobowców na czerwonym tle. Herb może być zwieńczony czerwono-czarną czapką krakowską z piórami i wstęgami.